# Peter Franzén
Peter Franzén (Keminmaa, 14 agosto 1971) è un attore finlandese.
Ha recitato in più di 40 film e serie TV. Di questi, i più famosi sono Kuningasjätkä, Rukajärven tie (conosciuto come Ambush negli Stati Uniti), Mustan kissan kuja, Badding, Emmauksen tiellä, Rölli ja metsänhenki, Kuutamolla, Pahat pojat, Koirankynnen leikkaaja (ovvero L'artiglio del cane) e Matti.
Ha avuto anche ruoli in cui ha dovuto parlare in tedesco, inglese, svedese, estone ed ungherese. Franzén ha avuto anche una parte come cadavere russo in un episodio di CSI: Miami.
Nel 1999 Franzén si è trasferito a Los Angeles con la moglie, l'attrice Irina Björklund.
Dal 2016 al 2020 ha interpretato Harald Bellachioma in Vikings.

## Filmografia parziale

### Attore

#### Cinema
- Cleaner, regia di Renny Harlin (2007)
- The Gunman, regia di Pierre Morel (2015)
- Ashes in the Snow, regia di Marius A. Markevicius (2018)
- Meander - Trappola mortale, regia di Mathieu Turi (2020)

#### Televisione
- CSI: Miami – serie TV, episodio 3x05 (2004)
- Karjalan kunnailla - serie TV, 30 episodi (2007-2012)
- True Blood – serie TV, episodio 2x05 (2009)
- Vikings – serie TV, 49 episodi (2016-2020)
- Love, Death & Robots - serie TV, episodio 2x04 (2021)
- La Ruota del Tempo (The Wheel of Time) – serie TV, episodi 1x03-1x04-1x05 (2021)

### Doppiatore
- Alan Wake II – videogioco (2023)
- Twilight of the Gods - serie animata (2024)

## Doppiatori italiani
Nelle versioni in italiano delle opere in cui ha recitato, Peter Franzén è stato doppiato da:
- Francesco De Francesco in The Gunman, La Ruota del Tempo
- Giuseppe Calvetti in Vikings